# Grafschaft Porcéan
Die Grafschaft Porcéan, auch Porcien geschrieben, um den Hauptort Château-Porcien im heutigen Département Ardennes südwestlich von Mézières bestand schon zur Zeit der Karolinger. Seit dem 10. Jahrhundert sind Grafen bekannt. Der letzte von ihnen, Jacques, verkaufte die Grafschaft 1302 an Gaucher de Châtillon, den Connétable von Frankreich. Vier Generationen später starben seine Nachkommen aus, nachdem sie Porcéan 1395 an Herzog Louis de Valois verkauft hatten. Sein Nachfolger Charles de Valois verkaufte es 1438 an Antoine I. de Croÿ weiter.
Die Fürsten von Monaco (siehe Rainier III. und Albert II.) führen heute den Titel eines Fürsten von Château-Porcien.

## Grafen von Porcéan
- Roger, Graf von Porcéan, ? Tochter von Gervais de Châtillon, Vidame de Reims
- Godefroi, † 1139, 1097 Graf von Porcéan, 1102 Graf von Namur; ? Sibylle, Tochter von Roger
- Heinrich I., Graf von Grandpré, Graf von Porcéan, 1120/24 wohl auch Graf von Verdun, Sohn von Graf Hecelin II. und NN de (Château-)Porcien

### Haus Châtillon
- Gaucher de Châtillon († 1329), Graf von Porcéan, Connétable von Frankreich
- Gaucher VI. († 1325), sein Sohn, Graf von Porcéan
- Gaucher VII. († 1342), sein Sohn, Graf von Porcéan
- Jean I., sein Sohn, Graf von Porcéan, 1346/1390 bezeugt
- Jean II. († nach 1435), sein Sohn, Graf von Porcéan, verkauft die Grafschaft 1395 an den Herzog von Orléans

### Haus Valois-Orléans
- Louis de Valois, Herzog von Orléans
- Jean de Dunois, sein Sohn, Graf von Porcéan in der Zeit vom 29. März 1427 bis 14. Dezember 1430
- Charles de Valois, Louis’ Sohn, verkaufte die Grafschaft an das Haus Croÿ

### Haus Croÿ
- Antoine I. de Croÿ, † 1475, 1438 Seigneur de Château-Porcien, 31. August 1455 frz. 1. Comte de Porcien; ⚭ (1) Marie de Roubaix; Tochter von Johann V. von Roubaix und Agnès de Lannoy; ⚭ (2) 1432 Margareta von Lothringen-Vaudémont, Herrin von Aarschot, † nach 1477, Tochter von Antoine de Vaudémont und Marie d’Harcourt
- Philippe I. de Croÿ, † 1511, 1475 2. Comte de Porcien, Herr von Aarschot und Croy etc., Sohn von Antoine I. und Margareta von Lothringen; ⚭ 1455 Jacqueline von Luxemburg, † 1511, Tochter von Ludwig von Luxembourg, Graf von Saint-Pol und Johanna von Bar
- Henri de Croÿ, † 1514, 1511 3. Comte de Porcien, Herr von Aarschot und Croy etc., deren Sohn; ⚭ Charlotte de Châteaubriant, † 1509, Tochter von René de Châteaubriant und Hélène d’Estouteville
- Philippe II. de Croÿ, † 1549, 1514 4. Comte de Porcien, 1532 Herzog von Aarschot, deren Sohn; ⚭ (1) 1520 Anne de Croÿ, † 1539, Tochter von Charles de Croy, Fürst von Chimay; ⚭ 1548 Anna von Lothringen, † 1568, Tochter von Anton II., Herzog von Lothringen
- Charles I. de Croÿ, † wohl 1556, 1514 4. Comte de Porcien, Comte de Seneghem, dessen Bruder; ⚭ Françoise d’Amboise, Marquise de Reynel, Tochter von Jacques d’Amboise, Seigneur de Bussy, und Françoise de Vienne (Haus Amboise)
- Antoine II. de Croy, † 1567, 1561 frz. Prince de Porcien, 2. Marquis de Reynel, deren Sohn; ⚭ 1560 Catherine de Clèves, 1566 Gräfin von Eu, † 1633, Tochter von François I. de Clèves, Duc de Nevers, und Marguerite de Bourbon-Vendôme
  - Charles II. de Croÿ, † 1551, 1539 3. Fürst von Chimay, 1549 2. Herzog von Aarschot, Sohn von Philippe II. und Anne de Croÿ; ⚭ (1) 1541 Louise de Lorraine, † 1542, Tochter von Claude de Lorraine, Herzog von Guise, und Antoinette de Bourbon; ⚭ (2) 1549 Antoinette von Burgund, † 1588, Tochter von Adolf von Burgund, Herr von Beveren etc. und Anna von Glymes
- Philippe III. de Croÿ, † 1595, 1551 3. Herzog von Aarschot, 4. Fürst von Chimay, 1567 2. Prince de Porcien, dessen Bruder; ⚭ (1) 1559 Henriette d’Halewyn, † 1581, Tochter von Jean III. d’Halewyn, Seigneur de Commines et d’Halewyn, und Jossine de Lannoy; ⚭ (2) 1582 Jeanne de Blois, † wohl 1605, Tochtmer von Louis de Blois, Seigneur de Trélon, und Charlotte d‘Humières
- Charles III. de Croÿ, † 1612, 1595 3. Herzog von Aarschot, 5. Fürst von Chimay, 3. Prince de Porcien, Sohn von Charles II. und Louise de Lorraine; ⚭ (1) 1580 Marie de Brimeu, Comtesse de Meghem, † 1605, Tochter von Georges de Brimeu, Seigneur de Querrieu; ⚭ (2) 1605 Dorothée de Croÿ, † 1662Tochter von Charles Philippe de Croÿ, 1. Marquis d’Havré, und Marie de Henin-Liétard

Charles III. de Croÿ verkauft Porcéan 1608 an Carlo I. Gonzaga, Herzog von Nevers und Rethel

### Haus Gonzaga
- Carlo I. Gonzaga, † 1637, (ab 1595) Herzog von Nevers, Rethel und (ab 1631) Mantua; ⚭ 1599 Catherine de Lorraine, † 1618, Tochter Charles II. de Lorraine, Herzog von Mayenne.
- Carlo II. Gonzaga, † 1631, Duc de Mayenne et d’Aiguillon, Prince de Porcien, deren Sohn; ⚭ 1627 Maria Gonzaga, † 1660
- Ferdinand Gonzaga, † 1632, Duc de Mayenne et d’Aiguillon, dessen Bruder
- Carlo III. Gonzaga, † 1665, Prince de Porcien, Duc de Mayenne, 1637–1659 Duc de Nevers et de Rethel, Sohn von Carlo II. und Maria Gonzaga; ⚭ 1649 Isabella Clara von Österreich, † 1685

1654 verkauft Carlo III. Gonzaga Mayenne an Kardinal Mazarin, ebenso wie 1659 Nevers und Rethel.

### Haus Mazarin-Mancini
- Jules Mazarin, † 1661, Kardinal
- Hortense Mancini, † 1699, Duchesse de Mazarin et de Mayenne, dessen Nichte; ⚭ 1661 Armand-Charles de La Porte, † 1713, Duc de La Meilleraye, 1661 Prince de Château-Porcien

### Haus La Porte
- Paul Jules de La Porte, † 1731, Prince de Château-Porcien, Duc de Mazarin, de Mayenne et de la Meilleraye, Prince de Château-Porcien deren Sohn; ⚭ 1685 Felice Charlotte Armande de Durfort-Duras, † 1730
- Guy Jules Paul de La Porte, † 1738, Prince de Château-Porcien, Duc de Mazarin, de Mayenne et de la Meilleraye, deren Sohn; ⚭ 1716 Louise Françoise de Rohan, † 1755
  - Charlotte Antoinette de La Porte, † 1735, deren Tochter; ⚭ 1733 Emmanuel-Félicité de Durfort, Duc de Duras, † 1789

### Haus Durfort
- Louise-Jeanne de Durfort, † 1781, Duchesse de Mazarin, de Mayenne et de la Meilleraye, deren Tochter; ⚭ 1747 Louis-Marie-Guy d’Aumont, † 1799, Duc d’Aumont

### Haus Aumont
- Louise d’Aumont, † 1826, Duchesse de Mazarin, de Mayenne et de la Meilleraye, deren Tochter; ⚭ 1777–1793 Honoré Grimaldi, 1795 Tirular- und 1814 regierender Fürst von Monaco, † 1819

Der Titel Prince de Château-Porcien ist bis heute mit dem Titel des Fürsten von Monaco verbunden. Zurzeit wird der Titel von Albert II. von Monaco geführt.